# Medienverwahrlosung
Medienverwahrlosung ist ein von dem Kriminologen Christian Pfeiffer 2002 geprägtes Schlagwort, das sich auf die  negativen  Folgen  eines unkritischen und unkontrollierten Umgangs und Konsums von Medien wie Fernsehen, Videos, Internet, Computerspielen sowie dem Handy besonders bei Jugendlichen bezieht.
Im Zustand der Medienverwahrlosung dominieren als Freizeitbeschäftigung das Betrachten von Gewalt- und Actionfilmen sowie die Nutzung von PC-Spielen mit jugendgefährdendem Inhalt. Verantwortlich dafür werden unter anderem Medienmacher gemacht, die in ihrer Programmgestaltung und inhaltlichen Auswahl der Bevölkerung falsche Werte suggerieren, aber auch Eltern, die ihren Kindern ungehinderte und unreflektierte Mediennutzung erlauben. Als direkte Folgen von Medienverwahrlosung besonders bei Jugendlichen werden Schulversagen und Jugendkriminalität aufgeführt.